# 312
Évszázadok: 3. század – 4. század – 5. század
Évtizedek: 260-as évek – 270-es évek – 280-as évek – 290-es évek – 300-as évek – 310-es évek – 320-as évek – 330-as évek – 340-es évek – 350-es évek – 360-as évek
Évek: 307 – 308 – 309 – 310 –  311 – 312 – 313 – 314 – 315 – 316 – 317

## Események

### Római Birodalom
- Constantinus és Licinius császárokat (Rómában Maxentiust társconsul nélkül) választják consulnak.
- Constantinus 40 ezres sereggel átkel Galliából Itáliába és három csatában is (Augusta Taurinorum, Brixia és Verona mellett) legyőzi Maxentius erőit.
- Constantinus október 28-án Róma alá érkezik, ahol a Milvius-hídi csatában döntő győzelmet arat. Maxentius menekülés közben a Tiberisbe fullad, így Constantinuson kívül nem marad több császára a birodalom nyugati felének. A történetíró Eusebius szerint Constantinus a csata előtt egy keresztet látott a Napban, alatt a In hoc signo vinces. ("E jelben győzni fogsz") felirattal és katonái pajzsára Krisztus görög nevének első két betűjét (khi és rhó; X és P) festeti.[1]
- Constantinus bevonul Rómába. Maxentius fejét elküldi Karthágóba és az észak-afrikai provinciák kapitulálnak. A Maxentiust támogató praetoriánus gárdát és császári lovasezredet feloszlatják.
- A szenátus javaslatára elkezdik építeni Constantinus diadalívét.

## Halálozások
- január 7. – Antiokheiai Lukianosz, keresztény teológus
- október 28. – Maxentius, római császár

## Fordítás
- Ez a szócikk részben vagy egészben  a(z)   312 című angol Wikipédia-szócikk ezen változatának fordításán alapul.  Az eredeti cikk szerkesztőit annak laptörténete sorolja fel. Ez a jelzés csupán a megfogalmazás eredetét és a szerzői jogokat jelzi, nem szolgál a cikkben szereplő információk forrásmegjelöléseként.